# Aurélien Chedjou
Aurélien Bayard Chedjou Fongang (ur. 20 czerwca 1985 w Duali) – kameruński piłkarz grający na pozycji defensywnego pomocnika.

## Kariera klubowa
Karierę piłkarską Chedjou rozpoczął w szkole sportowej o nazwie Kadji Sports Academy, mającej siedzibę w mieście Duala. W 2007 roku został piłkarzem Villarrealu, ale nie przebił się do pierwszej drużyny i odszedł do francuskiego Pau FC. Przez rok zagrał we 2 meczach tej drużyny w trzeciej lidze francuskiej. W 2004 roku został zawodnikiem AJ Auxerre. Przez 2 lata grał w czwartoligowych rezerwach tego klubu. Z kolei jesienią 2006 występował w czwartoligowym FC Rouen.
Na początku 2007 roku Chedjou został zawodnikiem Lille OSC. Początkowo grał w rezerwach klubu, a w sezonie 2007/2008 stał się też członkiem kadry pierwszego zespołu, prowadzonego przez Claude’a Puela. 1 grudnia 2007 zadebiutował w Ligue 1 w zremisowanym 1:1 domowym spotkaniu z Olympique Marsylia. W sezonie 2007/2008 zagrał jeszcze w jednym spotkaniu, z Toulouse FC (0:1). Na początku sezonu 2008/2009 Kameruńczyk stał się podstawowym zawodnikiem Lille i jest nim także w sezonie 2009/2010.
W sierpniu 2013 roku za sumę 6,5 mln euro został sprzedany do tureckiego Galatasaray SK.
| Sezon   | Klub           | Kraj    | Rozgrywki | Mecze | Bramki | Rozgrywki Europy                    | Mecze | Bramki |
| ------- | -------------- | ------- | --------- | ----- | ------ | ----------------------------------- | ----- | ------ |
| 2003/04 | Pau FC         | Francja | National  | 2     | 0      | –                                   | –     | –      |
| 2004/05 | AJ Auxerre B   | Francja | CFA       | 27    | 3      | –                                   | –     | –      |
| 2005/06 | AJ Auxerre B   | Francja | CFA       | 16    | 4      | –                                   | –     | –      |
| 2006/07 | FC Rouen       | Francja | CFA       | 10    | 1      | –                                   | –     | –      |
| 2006/07 | Lille OSC B    | Francja | CFA       | 10    | 2      | –                                   | –     | –      |
| 2007/08 | Lille OSC      | Francja | Ligue 1   | 2     | 0      | –                                   | –     | –      |
| 2007/08 | Lille OSC B    | Francja | CFA       | 15    | 2      | –                                   | –     | –      |
| 2008/09 | Lille OSC      | Francja | Ligue 1   | 26    | 0      | –                                   | –     | –      |
| 2009/10 | Lille OSC      | Francja | Ligue 1   | 31    | 2      | Liga Europy UEFA                    | 11    | 1      |
| 2010/11 | Lille OSC      | Francja | Ligue 1   | 34    | 1      | Liga Europy UEFA                    | 8     | 2      |
| 2011/12 | Lille OSC      | Francja | Ligue 1   | 27    | 5      | Liga Mistrzów UEFA                  | 4     | 0      |
| 2012/13 | Lille OSC      | Francja | Ligue 1   | 34    | 3      | Liga Mistrzów UEFA                  | 6     | 1      |
| 2013/14 | Galatasaray SK | Turcja  | Süper Lig | 21    | 3      | Liga Mistrzów UEFA                  | 8     | 1      |
| 2014/15 | Galatasaray SK | Turcja  | Süper Lig | 26    | 4      | Liga Mistrzów UEFA                  | 5     | 0      |
| 2015/16 | Galatasaray SK | Turcja  | Süper Lig | 19    | 1      | Liga Mistrzów UEFA                  | 4     | 0      |
| 2016/17 | Galatasaray SK | Turcja  | Süper Lig | 15    | 0      | Liga Mistrzów UEFA Liga Europy UEFA | 4 2   | 0      |

## Kariera reprezentacyjna
W 2008 roku Chedjou wystąpił z kadrą olimpijską na Igrzyskach Olimpijskich w Pekinie. W reprezentacji Kamerunu zadebiutował 7 czerwca 2009 roku w zremisowanym 1:1 meczu eliminacji do Mistrzostw Świata 2010 z Marokiem. W 2009 roku awansował z Kamerunem na ten Mundial, a w 2010 roku został powołany przez selekcjonera Paula Le Guena do kadry na Puchar Narodów Afryki 2010.